# Đông Bắc Bộ

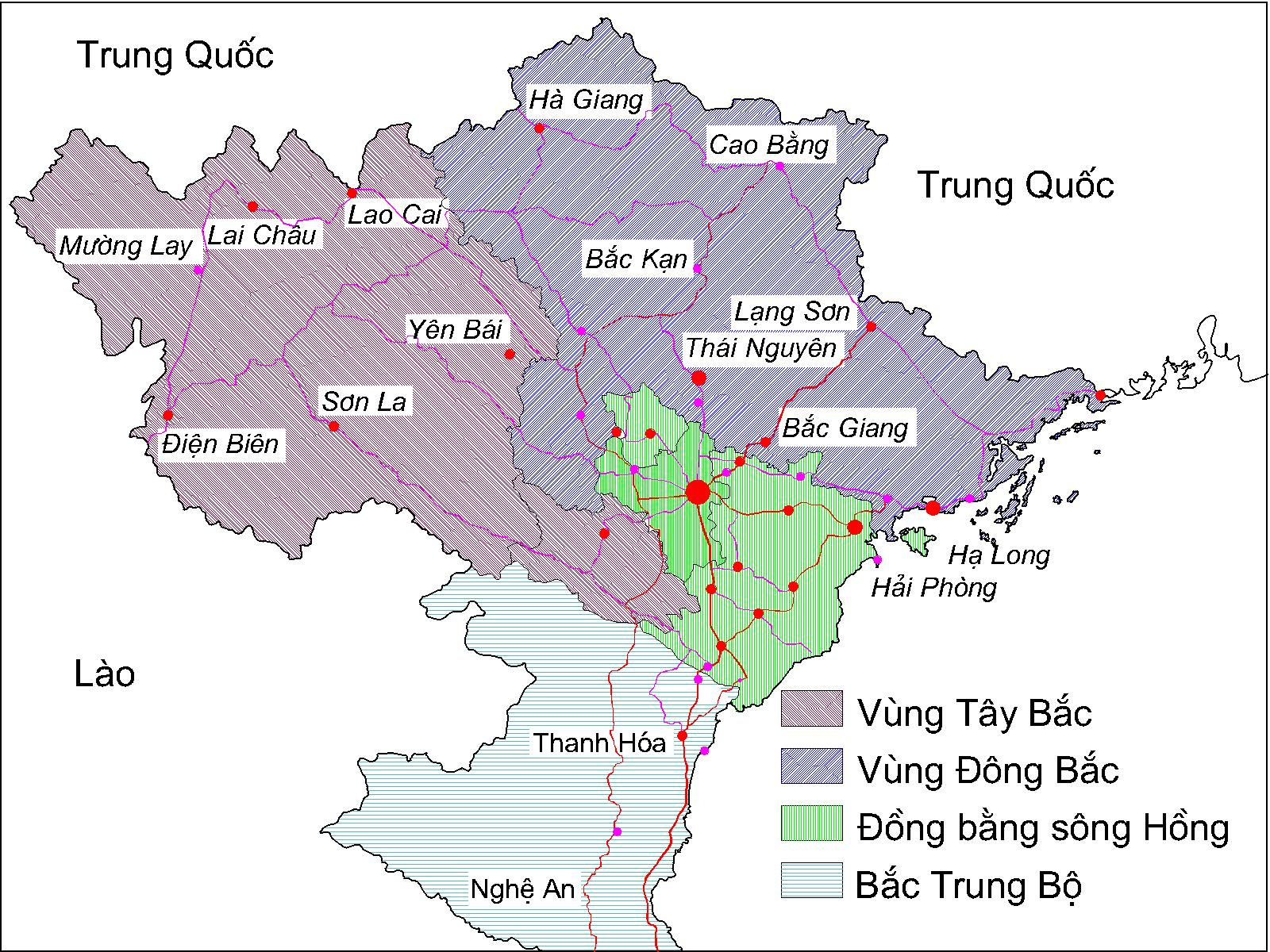
Các tiểu vùng địa lý tự nhiên của miền Bắc Việt Nam

Đông Bắc Bộ là vùng lãnh thổ ở phía đông bắc Bắc Bộ và ở hướng bắc vùng đồng bằng sông Hồng, Việt Nam. Gọi là đông bắc để phân biệt với Vùng Tây Bắc, còn thực chất nó ở vào phía bắc và đông bắc của Hà Nội, rộng hơn vùng Việt Bắc. Vùng đông bắc là một trong 3 tiểu vùng địa lý tự nhiên của Bắc Bộ Việt Nam (2 tiểu vùng kia là Tây Bắc Bộ và Đồng bằng sông Hồng).

## Địa lý

### Đặc điểm

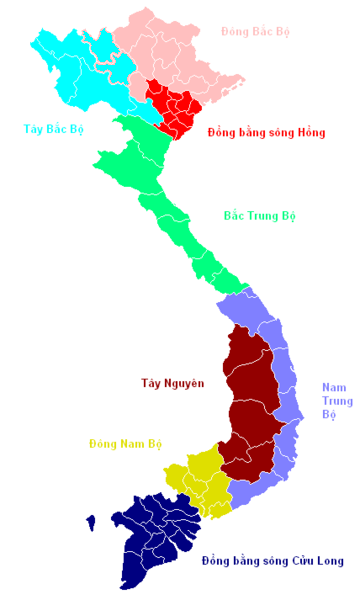
Các vùng miền Việt Nam

Ranh giới địa lý phía tây của vùng đông bắc còn chưa rõ ràng. Chủ yếu do chưa có sự nhất trí giữa các nhà địa lý học Việt Nam về ranh giới giữa vùng tây bắc và vùng đông bắc nên là sông Hồng, hay nên là dãy núi Hoàng Liên Sơn. Vùng đông bắc được giới hạn về phía bắc và đông bởi đường biên giới Việt - Trung phía tây, được giới hạn bởi thung lũng sông Hồng và thượng nguồn sông Chảy, cao hơn, được cấu tạo bởi đá granit, đá phiến và các cao nguyên đá vôi. Thực chất, đây là rìa của cao nguyên Vân Nam. Những đỉnh núi cao của vùng đông bắc đều tập trung ở đây, như Tây Côn Lĩnh, Kiêu Liêu Ti.
Phần phía bắc sát biên giới Việt-Trung là các cao nguyên (sơn nguyên) lần lượt từ tây sang đông gồm: cao nguyên Bắc Hà, cao nguyên Quản Bạ, cao nguyên Đồng Văn. Hai cao nguyên đầu có độ cao trung bình từ 1000–1200 m. Cao nguyên Đồng Văn cao 1600 m. Sông suối chảy qua cao nguyên tạo ra một số hẻm núi dài và sâu. Cũng có một số khu vực đồng bằng nhỏ hẹp, đó là Thất Khê, Lạng Sơn, Lộc Bình, Cao Bằng, Tà Lùng.
Phía đông, từ trung lưu sông Gâm trở ra biển, thấp hơn có nhiều dãy núi hình vòng cung quay lưng về hướng Đông lần lượt từ Tây sang Đông là vòng cung Sông Gâm, Ngân Sơn, Bắc Sơn, Đông Triều. Núi mọc cả trên biển, tạo thành cảnh quan Hạ Long nổi tiếng. Các dãy núi vòng cung này hầu như đều chụm đuôi lại ở Tam Đảo.
Phía tây nam, từ Phú Thọ, nam Tuyên Quang, nam Yên Bái, và Thái Nguyên sang Bắc Giang thấp dần về phía đồng bằng. Người ta quen gọi phần này là "vùng trung du". Độ cao của phần này chừng 100–150 m., đặc trưng của vùng Trung du là có vùng Đồng Bằng khá rộng bị chia cắt bởi gò đồi.
Vùng đông bắc có nhiều sông chảy qua, trong đó các sông lớn là sông Hồng, sông Chảy, sông Lô, sông Gâm (thuộc hệ thống sông Hồng), sông Cầu, sông Thương, sông Lục Nam (thuộc hệ thống sông Thái Bình), sông Bằng, sông Bắc Giang, sông Kỳ Cùng, v.v...
Vùng biển đông bắc có nhiều đảo lớn nhỏ, chiếm gần 2/3 số lượng đảo biển của Việt Nam (kể cả quần đảo Hoàng Sa và Trường Sa).

### Lịch sử
Cơ sở lục địa của miền đông bắc được hình thành từ liên đại Nguyên sinh cách đây gần 600 triệu năm. Biển tiến và thoái liên tục cho đến chu kỳ tạo núi Indochina thì miền đông bắc thoát hẳn khỏi chế độ biển và bắt đầu chế độ lục địa. Vận động tạo núi Himalaya sau đó lan tới đây làm cho toàn miền được nâng lên và cũng đồng thời tạo ra những đứt gãy. Đất bị phơi trần và chịu tác động của nắng, mưa và gió nên không ngừng bị phân hủy trong khi các đỉnh núi bị san mòn bớt.

## Khí hậu
Tuy nằm trong vùng khí hậu nhiệt đới gió mùa ẩm nhưng vì địa hình cao, lại có nhiều dãy núi hình cánh cung mở ra ở phía bắc, chụm đầu về Tam Đảo, vào mùa Đông có gió Bắc thổi mạnh, rất lạnh, còn mùa hè mát mẻ, do đó vùng này có khí hậu cận nhiệt ẩm. Vùng núi ở Lào Cai, Hà Giang, Cao Bằng, Lạng Sơn có thể có lúc nhiệt độ xuống dưới 0°C và có băng giá, đôi khi có tuyết rơi. Các vùng ở đuôi các dãy núi cánh cung cũng rất lạnh do gió. Nhà thơ Tố Hữu trong bài "Phá đường" từng nhắc đến cái rét ở đây: "Rét Thái Nguyên rét về Yên Thế".
Về mặt hành chính, vùng Đông Bắc hiện nay gồm 9 tỉnh với diện tích trên 5,661 triệu ha (tỷ lệ 8,9% so với tổng diện tích cả nước) với 9.140.142 dân (tỷ lệ 15,2% so với tổng dân số cả nước), bình quân khoảng 170 người trên 1 cây số vuông.

## Các tỉnh thuộc vùng Đông Bắc
| STT       | Tên         | Trung tâm hành chính | Diện tích (km²) | Dân số (người) | Mật độ (người/km²) | Hành chính | Hành chính | Biển số xe | Mã vùng ĐT |
| STT       | Tên         | Trung tâm hành chính | Diện tích (km²) | Dân số (người) | Mật độ (người/km²) | Phường     | Xã         | Biển số xe | Mã vùng ĐT |
| --------- | ----------- | -------------------- | --------------- | -------------- | ------------------ | ---------- | ---------- | ---------- | ---------- |
| 1         | Phú Thọ     | Việt Trì             |                 |                |                    | 15         | 133        | 19, 28, 88 | 210        |
| 2         | Tuyên Quang | Minh Xuân            |                 |                |                    | 7          | 117        | 22, 23     | 207        |
| 3         | Cao Bằng    | Thục Phán            |                 |                |                    | 3          | 53         | 11         | 206        |
| 4         | Thái Nguyên | Phan Đình Phùng      |                 |                |                    | 15         | 76         | 20, 97     | 208        |
| 5         | Lạng Sơn    | Lương Văn Tri        |                 |                |                    | 4          | 61         | 12         | 205        |
| Toàn vùng | Toàn vùng   | Toàn vùng            |                 |                |                    | 44         | 420        |            |            |

## Đô thị
Tính đến ngày 1 tháng 1 năm 2025, vùng Đông Bắc Bộ có:
- 3 đô thị loại I, gồm 3 thành phố trực thuộc tỉnh: Thái Nguyên, Việt Trì, Hạ Long.
- 6 đô thị loại II, gồm 6 thành phố trực thuộc tỉnh: Uông Bí, Bắc Giang, Cẩm Phả, Móng Cái, Lạng Sơn, Tuyên Quang.
- 8 đô thị loại III, gồm 5 thành phố trực thuộc tỉnh: Hà Giang, Cao Bằng, Bắc Kạn, Sông Công, Phổ Yên, Đông Triều và 2 thị xã: Phú Thọ, Quảng Yên.
- 10 đô thị loại IV, gồm 2 thị xã: Chũ, Việt Yên và 8 thị trấn: Cái Rồng, Đồi Ngô, Đồng Đăng, Hùng Sơn, Quảng Hà, Thắng, Tiên Yên, Việt Quang.

## Sắc tộc và văn hóa
Nơi đây nổi tiếng với những điệu múa khèn đặc trưng của dân tộc Mèo. Nhiều nhạc sĩ đã lấy cảm xúc từ vùng đất này để sáng tác nên nhiều bài hát rất hay như "Hà Giang quê hương tôi" và còn rất nhiều bài hát khác.

## Kinh tế
Khai thác khoáng sản: than, sắt, chì, kẽm, thiếc, bôxit, apatit, pirit, đá xây dựng... Phát triển nhiệt điện (Uông Bí). Trồng rừng, cây công nghiệp, dược liệu, rau quả ôn đới và cận nhiệt. Du lịch sinh thái: Sa Pa, hồ Ba Bể,... Kinh tế biển: đánh bắt nuôi trồng thủy sản, du lịch vịnh Hạ Long.

## Quân sự
Vùng đông bắc có vị trí chiến lược trong an ninh-quốc phòng. Hiện nay, vùng đông bắc do Quân khu 1, Quân khu 2, Quân khu 3 bảo vệ.
Quân đoàn 2, còn gọi là Binh đoàn Hương Giang, được thành lập ngày 17 tháng 5 năm 1974 tại Thừa Thiên-Huế. Trụ sở: Thị trấn Vôi, huyện Lạng Giang, tỉnh Bắc Giang
Vùng đông bắc có vai trò xung yếu trong an ninh quốc phòng. Trong lịch sử Việt Nam, nhiều lần các thế lực phương Bắc xâm lược đã thâm nhập vào vùng này trước tiên. Nơi đây có các con đường được các nhà sử học Việt Nam gọi là con đường xâm lược, đó là đường bộ qua Lạng Sơn, đường bộ ven biển ở Quảng Ninh, và đường biển trên vịnh Bắc Bộ rồi cũng đổ bộ vào Quảng Ninh. Đã có nhiều trận đánh ác liệt giữa quân và dân Việt Nam với giặc ngoại xâm ngay khi chúng thâm nhập vào vùng này trong đó nổi tiếng là các trận tại ải Chi Lăng, trận Như Nguyệt, các trận Bạch Đằng,... Thời kỳ kháng chiến chống Pháp cũng có các trận đánh lớn như chiến dịch Việt Bắc (1947), chiến dịch biên giới thu đông (1949),... Cuối thập niên 1970 và trong thập niên 1980, quân Trung Quốc đã tấn công dữ dội Việt Nam chủ yếu là trên dọc tuyến biên giới ở vùng đông bắc.